# Danny van Poppel
Danny van Poppel (* 26. července 1993) je nizozemský profesionální silniční cyklista jezdící za UCI WorldTeam Red Bull–Bora–Hansgrohe.

## Kariéra
Ve věku 19 let van Poppel odstartoval Tour de France 2013 a stal se tak nejmladším účastníkem Tour de France od druhé světové války. V úvodní etapě získal v hromadném sprintu třetí místo a následujícího dne nosil bílý dres pro lídra soutěže mladých jezdců, neboť lídr této klasifikace Marcel Kittel nosil žlutý dres pro lídra celkového pořadí. Součástí závodu zůstal až do začátku třetího týdne, kdy ho o dni odpočinku ze závodu stáhl jeho tým.
Před sezónou 2014 přestoupil van Poppel do UCI WorldTeamu Trek Factory Racing poté, co jeho předchozí tým Vacansoleil–DCM zanikl na sklonku sezóny 2013. V srpnu 2015 byl jmenován na startovní listině Vuelty a España 2015, kde vyhrál dvanáctou etapu a získal své největší kariérní vítězství. V září 2015 bylo oznámeno, že van Poppel podepsal dvouletý kontrakt s UCI WorldTeamem Team Sky od sezóny 2016. V květnu 2018 byl van Poppel jmenován na startovní listině Gira d'Italia 2018.

## Osobní život
Rodiči van Poppela jsou bývalí profesionální cyklisté Jean-Paul van Poppel a Leontine van der Liendenová. Jeho starší bratr Boy van Poppel a bratranec Bram Welten jsou také profesionální cyklisté.

## Hlavní výsledky

### Silniční cyklistika
2010
Driedaagse van Axel
 celkový vítěz
vítěz 4. etapy
2. místo GP Bati-Metallo
Lutych–La Gleize
4. místo celkově
vítěz 2. etapy (TTT)
Course de la Paix Juniors
10. místo celkově
vítěz 1. etapy
2011
Driedaagse van Axel
2. místo celkově
vítěz 5. etapy
Národní šampionát
3. místo časovka juniorů
Course de la Paix Juniors
8. místo celkově
vítěz 6. etapy
2012
Thüringen Rundfahrt der U23
vítěz etap 1 (TTT), 2 a 5
Vuelta Ciclista a León
vítěz 1. etapy
Istrian Spring Trophy
2. místo celkově
5. místo Grand Prix de la ville de Nogent-sur-Oise
6. místo Arno Wallaard Memorial
Olympia's Tour
10. místo celkově
2013
3. místo Handzame Classic
5. místo Ronde van Drenthe
5. místo RideLondon–Surrey Classic
7. místo Brussels Cycling Classic
Tour de Picardie
8. místo celkově
2014
Tour de Luxembourg
vítěz prologu
3. místo Scheldeprijs
3. místo Grote Prijs Jef Scherens
4. místo Grosser Preis des Kantons Aargau
5. místo Kampioenschap van Vlaanderen
Driedaagse van West-Vlaanderen
7. místo celkově
vítěz 1. etapy
2015
Vuelta a España
vítěz 12. etapy
2. místo Grand Prix Pino Cerami
Národní šampionát
3. místo silniční závod
Tour de Wallonie
4. místo celkově
 vítěz bodovací soutěže
vítěz etap 2 a 5
4. místo Grand Prix Impanis-Van Petegem
5. místo Trofeo Santanyi–Ses Salines–Campos
5. místo Scheldeprijs
Driedaagse van West-Vlaanderen
6. místo celkově
vítěz 2. etapy
6. místo Nokere Koerse
8. místo Kampioenschap van Vlaanderen
2016
Vuelta a Burgos
 vítěz bodovací soutěže
vítěz etap 1 a 3
Tour de Yorkshire
vítěz 2. etapy
Arctic Race of Norway
vítěz 2. etapy
Driedaagse van De Panne–Koksijde
 vítěz sprinterské soutěže
4. místo EuroEyes Cyclassics
6. místo Scheldeprijs
2017
Herald Sun Tour
vítěz prologu
Tour de Pologne
vítěz 5. etapy
2018
vítěz Halle–Ingooigem
vítěz Binche–Chimay–Binche
Volta a la Comunitat Valenciana
vítěz 1. etapy
Národní šampionát
2. místo silniční závod
2. místo Clásica de Almería
3. místo Famenne Ardenne Classic
7. místo Dwars door het Hageland
2019
5. místo Gent–Wevelgem
7. místo Dwars door Vlaanderen
7. místo Omloop van het Houtland
2020
vítěz Gooikse Pijl
3. místo Paříž–Chauny
4. místo Clásica de Almería
5. místo Milán–Turín
2021
vítěz Egmont Cycling Race
vítěz Binche–Chimay–Binche
Benelux Tour
 vítěz bodovací soutěže
2. místo Dwars door het Hageland
2. místo Gooikse Pijl
2. místo Omloop van het Houtland
3. místo Grote Prijs Marcel Kint
4. místo Scheldeprijs
4. místo Eurométropole Tour
4. místo Antwerp Port Epic
5. místo Paříž–Tours
6. místo Clásica de Almería
6. místo Elfstedenronde
7. místo Paříž–Bourges
8. místo Brussels Cycling Classic
2022
2. místo Scheldeprijs
2. místo Rund um Köln
3. místo Ronde van Limburg
Mistrovství Evropy
4. místo silniční závod
Saudi Tour
5. místo celkově
5. místo Eschborn–Frankfurt
2023
vítěz Rund um Köln
Tour of Britain
vítěz 6. etapy
2. místo BEMER Cyclassics
Deutschland Tour
3. místo celkově
6. místo Münsterland Giro
6. místo Paříž–Bourges
9. místo Gent–Wevelgem

#### Výsledky na Grand Tours
| Grand Tour      | 2013 | 2014 | 2015 | 2016 | 2017 | 2018 | 2019 | 2020 | 2021 | 2022 | 2023 | 2024 |
| --------------- | ---- | ---- | ---- | ---- | ---- | ---- | ---- | ---- | ---- | ---- | ---- | ---- |
| Giro d'Italia   | —    | —    | —    | —    | —    | 121  | —    | —    | —    | —    | —    | DNF  |
| Tour de France  | DNF  | DNF  | —    | —    | —    | —    | —    | —    | 120  | 108  | 116  | 120  |
| Vuelta a España | —    | —    | 141  | —    | —    | 132  | —    | —    | —    | 121  | —    | —    |

| —   | Nezúčastnil se |
| DNF | Nedokončil     |

### Cyklokros
2009–2010
UCI Junior World Cup
2. místo Hoogerheide
Junior Superprestige
2. místo Diegem
2. místo Junior Sint-Michielsgestel
Junior Gazet van Antwerpen
3. místo Loenhout
2010–2011
Národní šampionát
 vítěz závodu juniorů
Junior Gazet van Antwerpen
vítěz Loenhout
vítěz Koppenberg
Junior Superprestige
vítěz Diegem
2. místo Gavere
UCI Junior World Cup
2. místo Pontchâteau